# Atanycolus obliquus
Atanycolus obliquus är en stekelart som först beskrevs av Léon Abel Provancher 1880.  Atanycolus obliquus ingår i släktet Atanycolus och familjen bracksteklar. Inga underarter finns listade.